# Colorless Green Ideas Sleep Furiously

Rappresentazione X-barra approssimata di Colorless green ideas sleep furiously.

«Colorless Green Ideas Sleep Furiously» (in italiano: «Incolori idee verdi dormono furiosamente») è una frase formulata da Noam Chomsky nel suo libro Syntactic Structures («Strutture Sintattiche») del 1957 come esempio di frase grammaticalmente ben formata, ma semanticamente insensata. La frase è stata originariamente usata nella sua tesi del 1955 The Logical Structure of Linguistic Theory («La struttura logica della teoria linguistica») e nel suo articolo del 1956 Three Models for the Description of Language («Tre modelli per la descrizione del linguaggio»). Da essa non si può trarre nessun significato evidente, il che dimostra la distinzione tra sintassi e semantica, e l'idea che la correttezza sintattica non implichi correttezza semantica. Essendo un esempio di errore categoriale, venne usato per mostrare l'inadeguatezza di alcuni modelli probabilistici della grammatica, e il bisogno per modelli più strutturati.